# Nature morte : Viva la Vida
Nature morte : Viva la Vida est un tableau réalisé par la peintre mexicaine Frida Kahlo en 1954. Sa dernière peinture avant sa disparition, cette huile sur masonite de format horizontal est une nature morte qui représente des pastèques entières et découpées, une tranche au premier plan portant l'inscription « Vive la vie » en espagnol, au-dessus de la signature de l'artiste. L'œuvre est conservée au musée Frida-Kahlo de Coyoacán, à Mexico.